# 便器

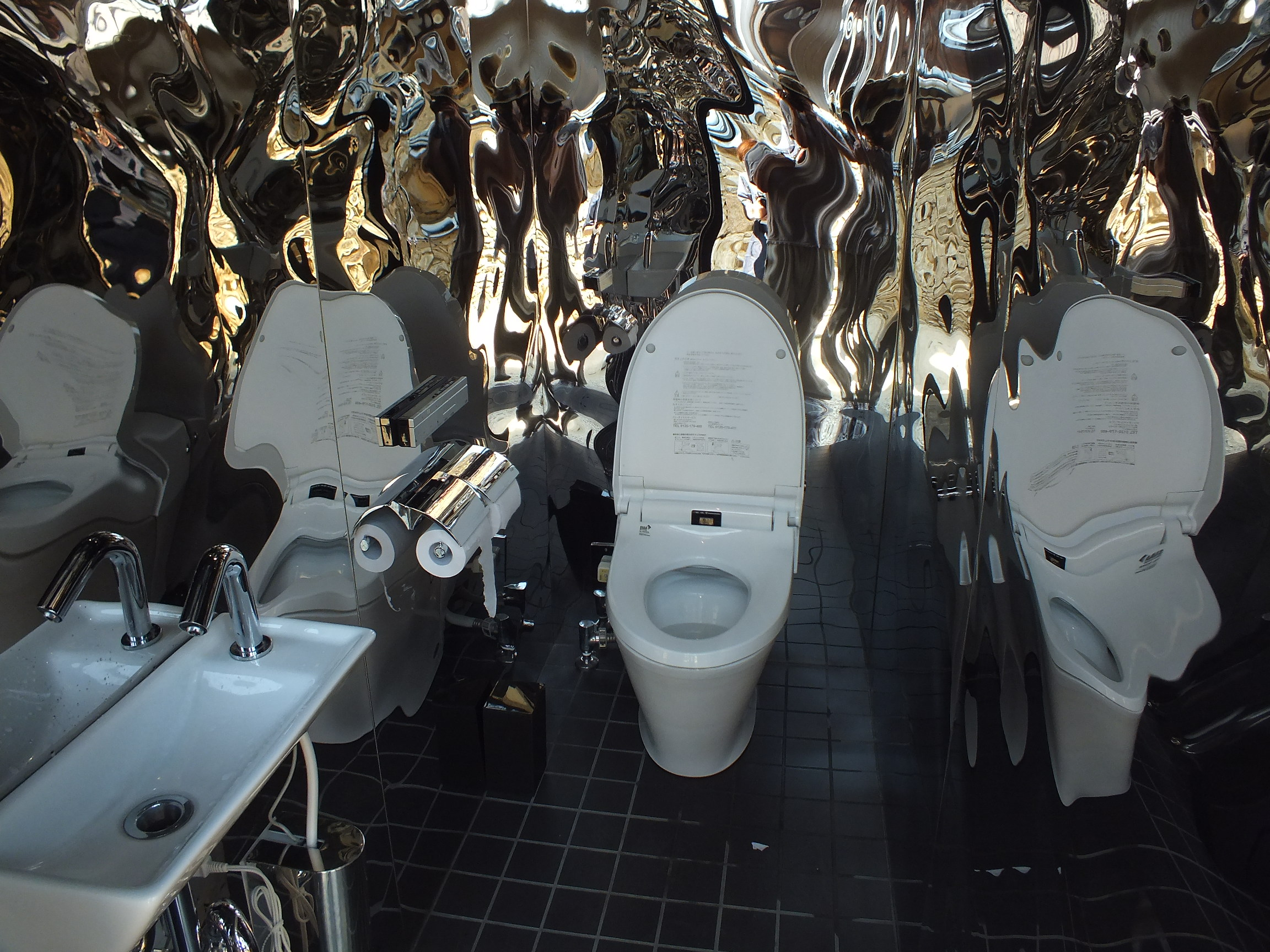
現代では日本でも主流になった「洋式」といわれる腰掛大便器（豊島横尾館トイレ）

便器（べんき）は、人間が主に大便や小便の排泄に使用する器具であり、古くは移動式もしくは屋外設備であったが、後に陶器製のものが普及し出した。
住宅設備部材の一つとなっている。

## 概要
住宅や施設といった世界中のあらゆる建築物において、便所に設置されている。便器の形状や設置の仕方、汚物の処分方法は、使用されるそれぞれの国の生活習慣や水事情によって異なる。小用専用の小便器と、大小用兼用の大便器がある。大便器には、トラップとよばれる水たまりを持つ水洗式の便器と、主に汲み取り式として使われる、便器に穴が空いた落下式の便器がある。
一般に設置には給水排水工事を伴うため、日本では購入や工事は衛生設備工事業者が行うのが普通であり、卸売業者や問屋からは衛生設備工事業者や水道設備業者以外の一般には販売されないことが多かったが、最近では埋め込み等施工が困難な和式便器に対し、比較的施工が容易になった洋式便器が主流となり、DIY、日曜大工で施工される事も増えた事からホームセンターなどでも販売され、消費者が小売店や通信販売で直接購入できる機会が増えた。また、設置のノウハウなどもインターネットで広く紹介されるようになり、消費者が自分で設置するのも容易になっている。

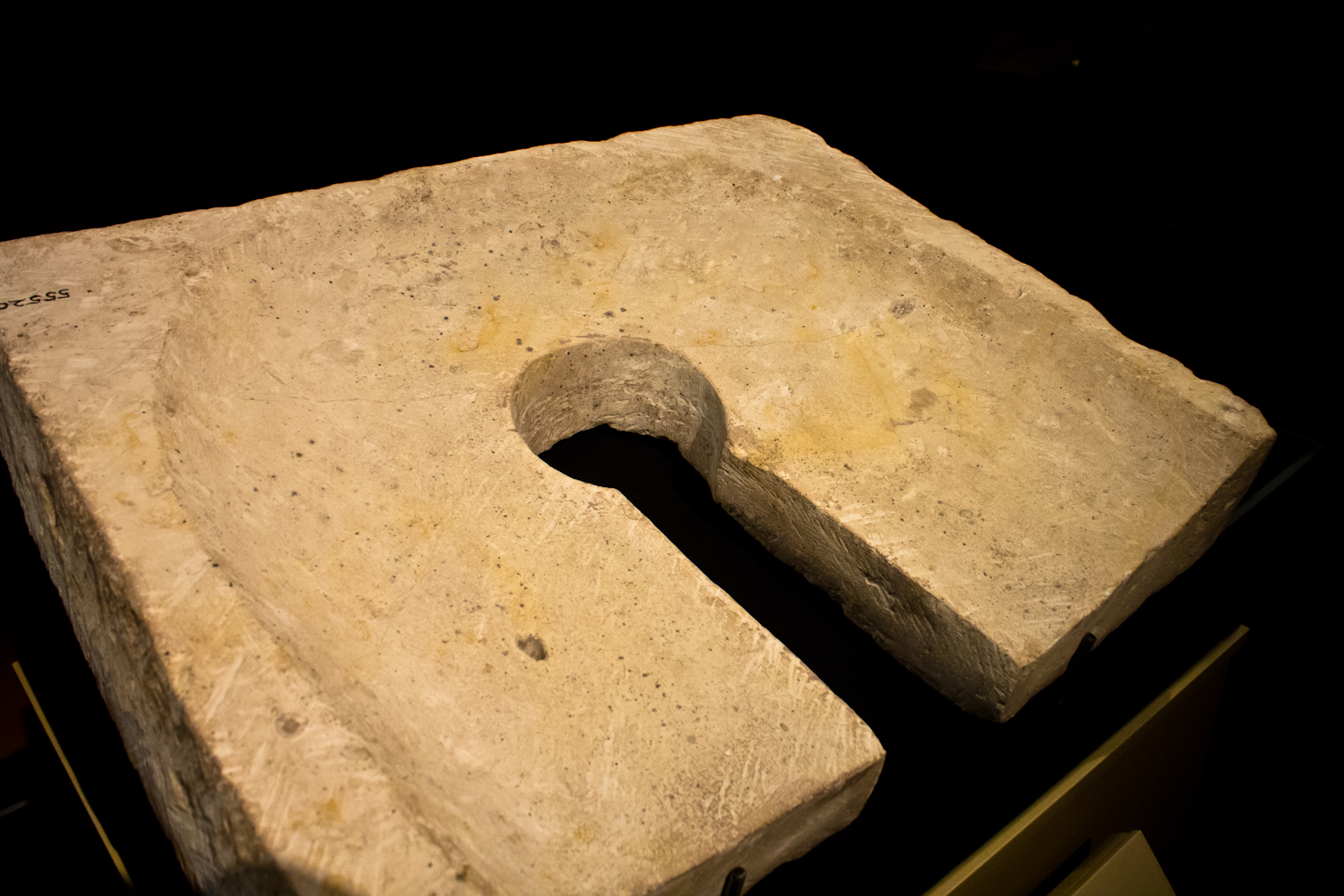
古代エジプト・アマルナのトイレ (紀元前14世紀頃)
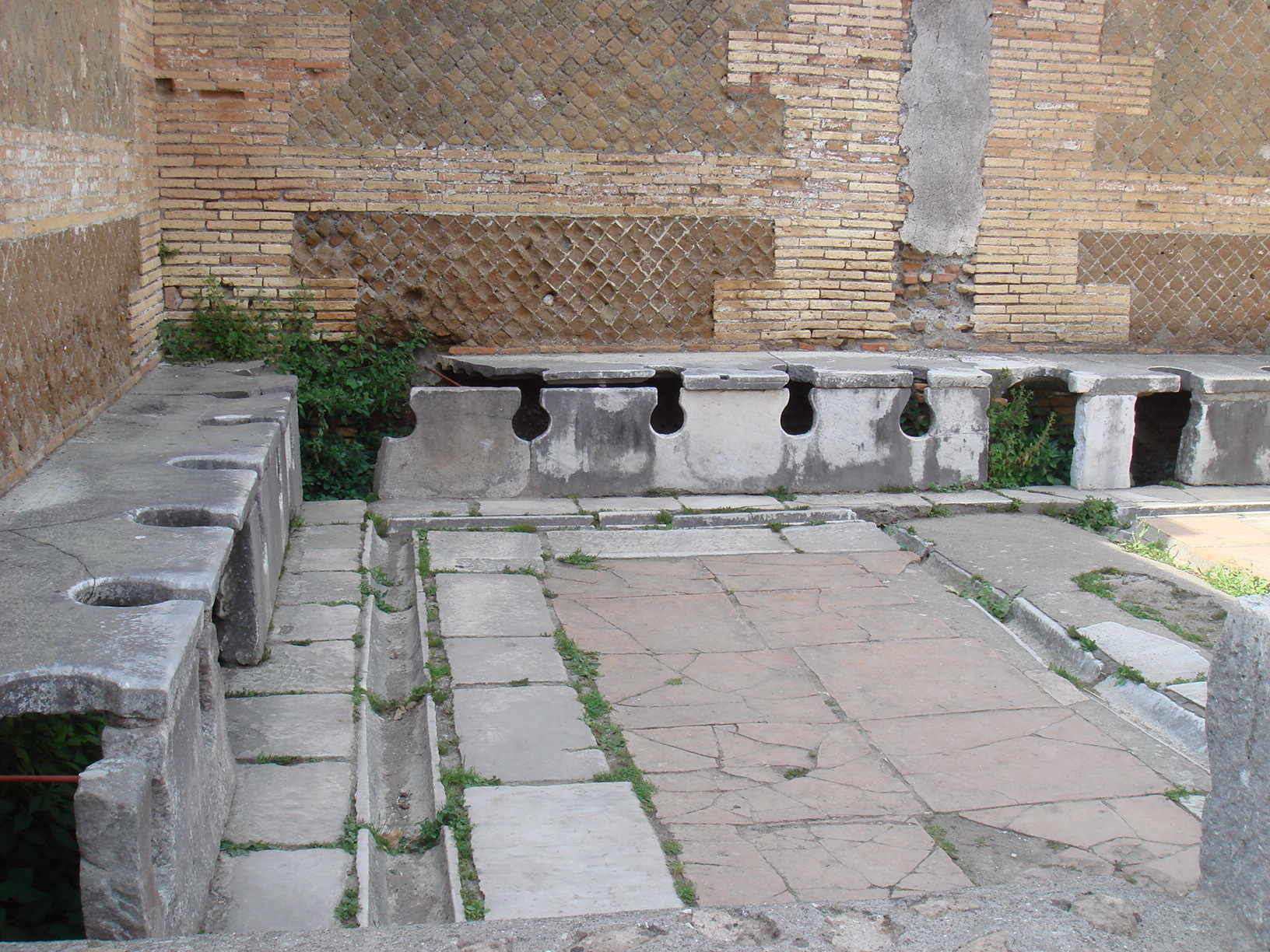
古代ローマ・オスティア・アンティカの公衆トイレ（紀元前4世紀頃）
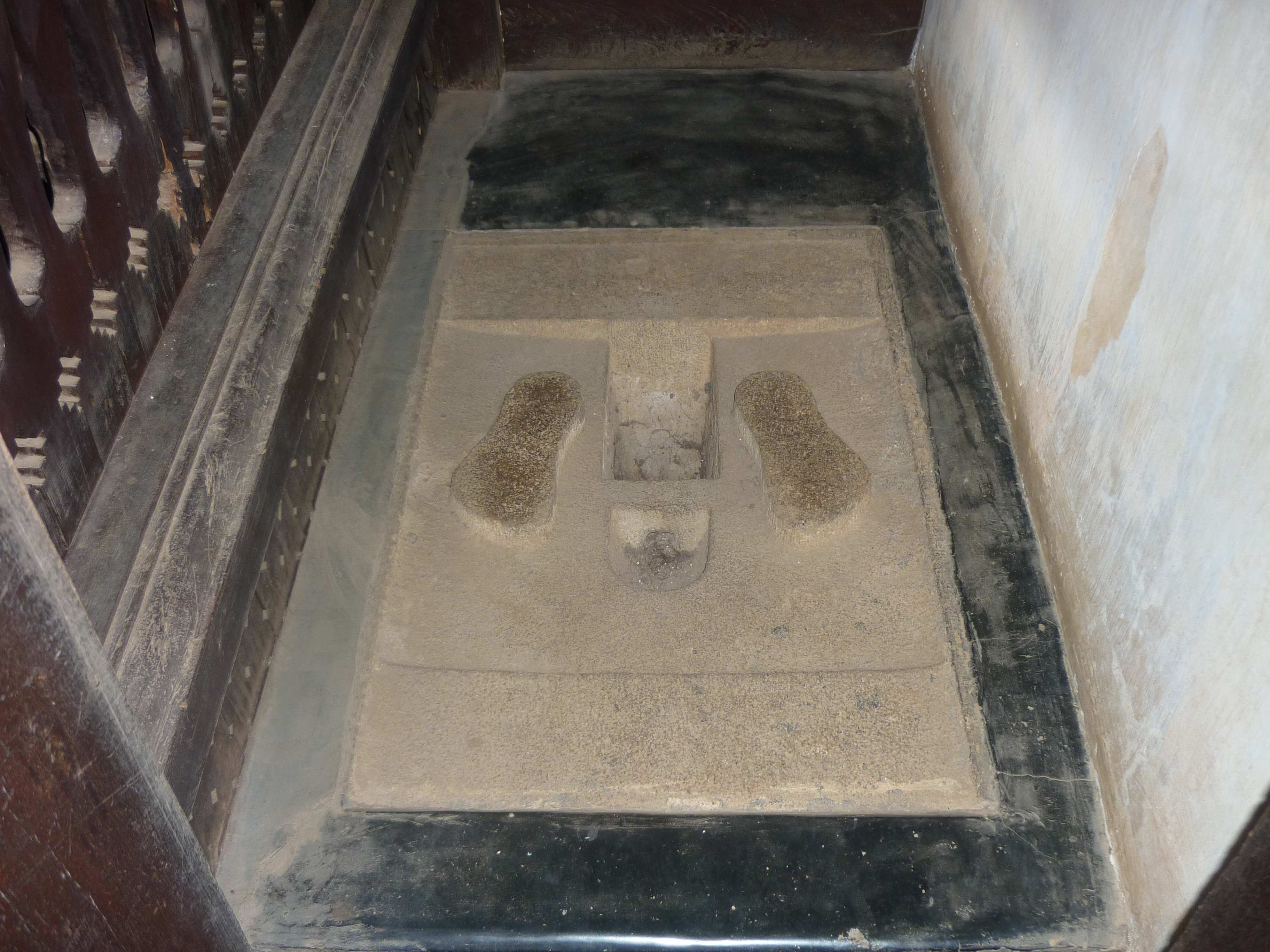
15世紀のインドの宮殿のトイレen:Padmanabhapuram_Palace

## 小便器

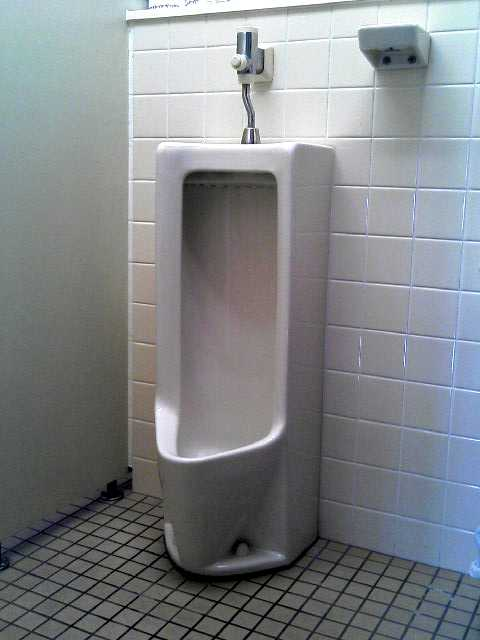
床置（ストール）、トラップ脱着型小便器

日本にある近代的な陶器製の小便器は、主に男性用で、座らずに用を足す形になっている製品がほとんどである。衛生的観点から、尿の跳ね返りや尿石の付着を防ぐために、トイレボールと呼ばれる洗浄薬剤を排水口付近に置いたり、水洗式小便器上部の給水管に連結したサニタイザーディスペンサー（薬剤供給装置、Sanitizer dispenser）により薬剤を便器に供給することもある。
古い公共の施設（公園などの公衆便所や鉄道駅の構内など）では混雑時に複数人同時に並んで用が足せるように個別でない設備もあり、その場合人の立つ場所が一段高くなって、向かい側の溝に流す形になる。後年には個別の設備が並んで設置されるのがほとんどとなる。
広義の小便器としては、ポータブルトイレとして尿瓶や尿筒（しとづつ）が用いられる。

## 大便器

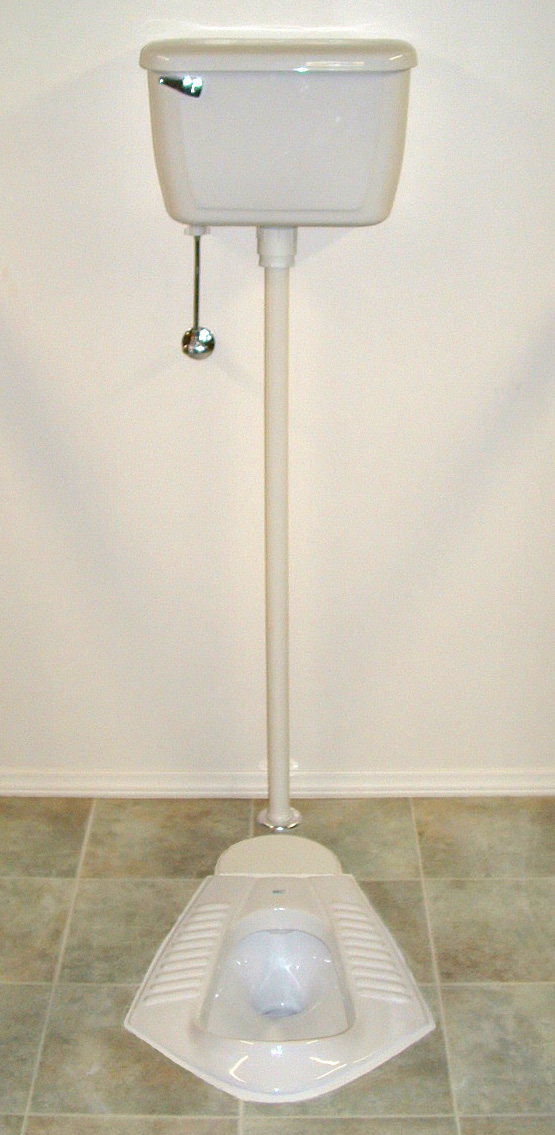
(米国ミシガン州のSaline)

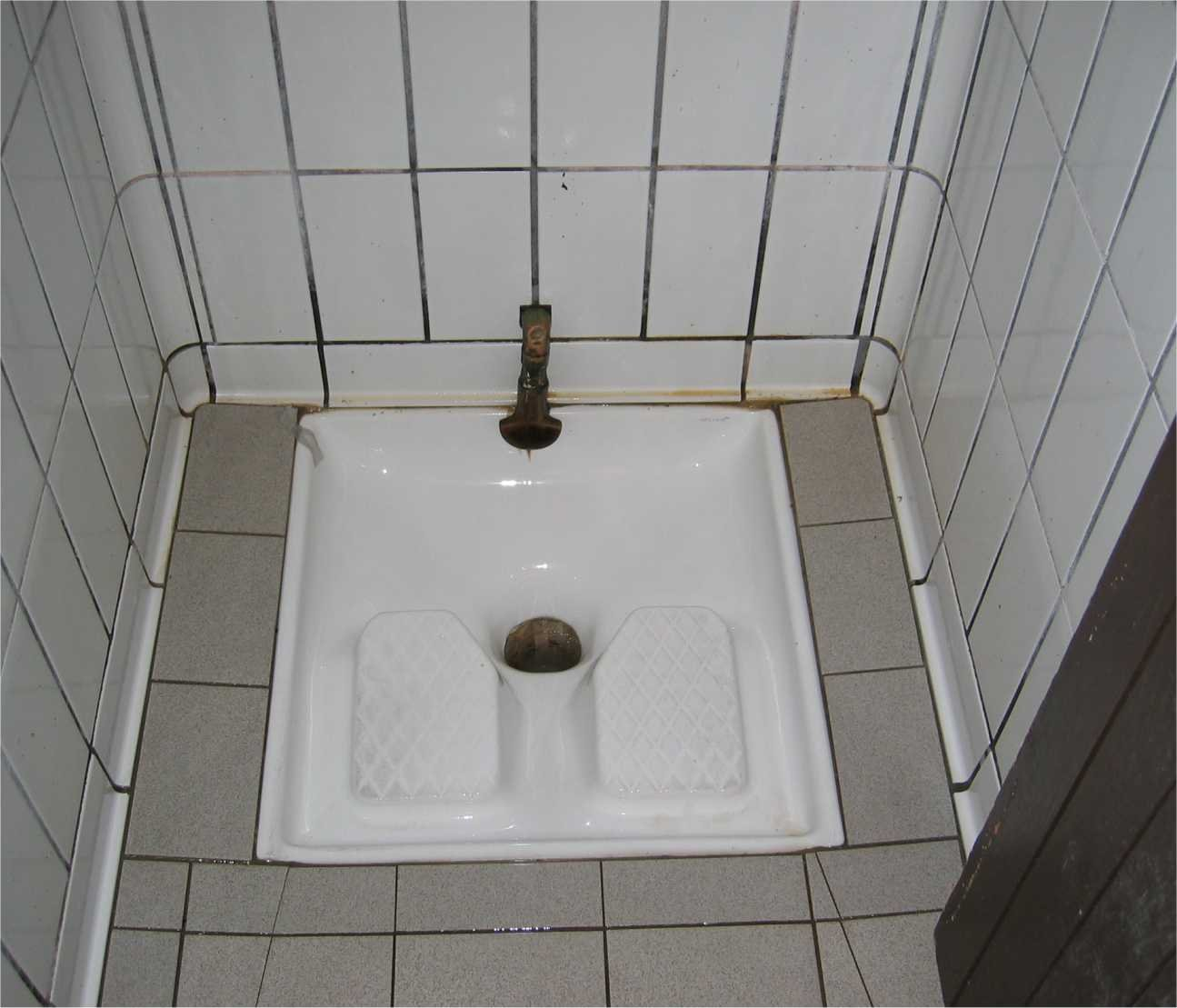
自動車道のサービスエリアの公衆トイレ フランスのトゥールーズ

大便器は大小用に用いられる普通の便器のことであり、腰掛式（おもに洋式・洋風）としゃがみこみ式（和式・和風と呼んでいる日本の伝統的便器）がある。なお、しゃがみこみ式は日本独自のものではなく西洋を含めた各国に存在する。

### 腰掛大便器（洋式・洋風大便器）
水洗便所、簡易水洗便所のほか、非水洗のものもある。男女大用、女子小用は便座に腰掛け、男子小用は便座を上げ立位で使用するまたは、便座に腰掛ける便器で、本体の他、便座、便蓋で構成される。
西洋では便器と対になってビデが設置されている場合がある。ビデは17世紀頃からイタリアで普及が始まり南欧で多く見られる。特にイタリア・スペイン・ポルトガルでは1975年にビデの設置が義務付けられ、現在では高い普及率となっている。南欧周辺国でも普及しておりフランスやドイツ、東欧諸国さらには南米でもかなり普及している。また同じ洗浄用途でビデ・シャワー（en:Bidet shower）が設置されている場合もある。これは東南アジアからインド、イスラム圏で多く見られ、北欧フィンランドやエストニアでも使われている。
日本ではペリー来航以来欧米諸国から伝わったため洋式と称するが、しゃがみこみ式に比べ洋式の形態は多様ではなく、ほぼ世界で共通した形式と言える。また西洋でもしゃがみこみ式の便器の採用例は多いが、日本では「洋式」と称した場合この腰掛式を指す。
身体障害者の使用に資する他、快適性の向上を図るため、
- 便座が電熱機能を持った暖房便座
- 温水を噴出させ大小用後の洗浄ができる温水洗浄便座が開発され、広く普及している。

和式便器に比べ、衛生的で、使用姿勢の支障がなく安定して使用でき、生活空間の水まわりにおけるバリアフリー化、ユニバーサルデザイン化の核となる機器であるが、使用時に便座が直接身体に接触することを嫌う者がいる他、洋式が導入されたころは、使い方がわからず便座を上げて便器の縁に足を乗せ、和式便器と同じ体勢で排便する者も存在した。洋式中心となった現在ではほとんどいない。また、このニーズに応えるために、便器の縁を広くし、足を乗せやすくした洋式便器が中国の一部メーカーで製造されているが、2010年現在ほとんど流通していないという。
後年、さらなる高機能化が進み、便蓋の自動開閉、便器の自動洗浄機能などを搭載する商品も多くなり、電装化の進みつつある製品でもある。
なお、便器鉢部分の前後方向長さから、大きく分けてエロンゲートサイズ（大型）と標準サイズがある。大きさとしてはエロンゲートが36 - 38cm前後・標準サイズが32 - 34cmと3 - 4cm程度の差であるが、洗浄方式においてサイホン式やサイホンゼット式が一般化したことや、便器そのもののサイズがコンパクトになったことから、近年はエロンゲートがほとんどとなっている。また、背の低い子どもでも安心して使えるように高さを低くしたものもある。

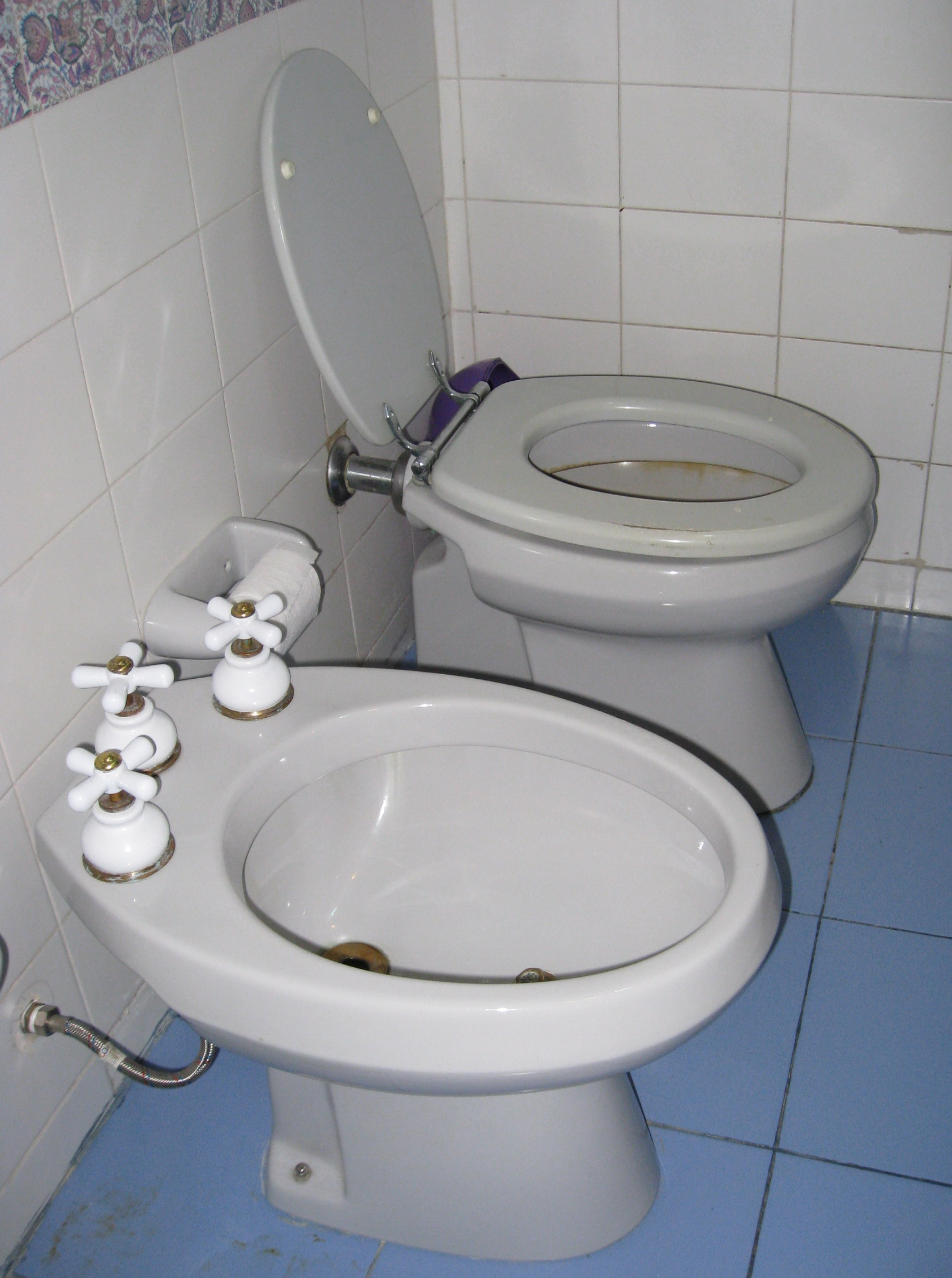
手前がビデ、後方が大便器
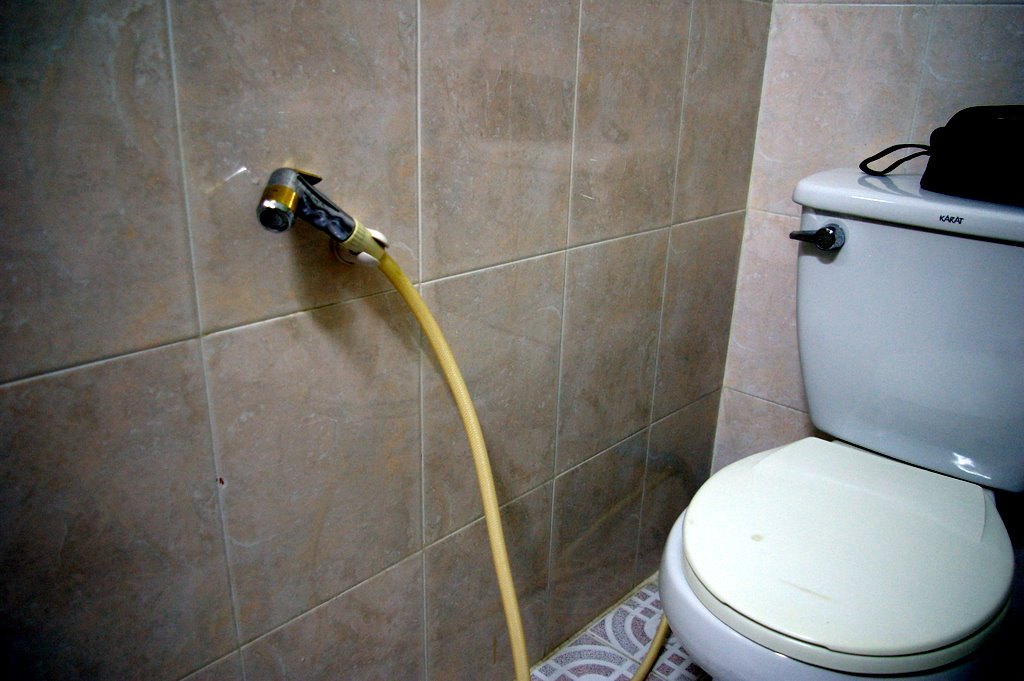
便座の横に取り付けられたビデ・シャワー

身体障害者用として長方形、長円形のものや車椅子で移動しやすいように高さを上げたものも存在する。長方形や長円形のものは前向きに座っても、後向きにまたいでも使用できる。
幼児用として小型サイズのものもあり、幼稚園や保育園、近年では商業施設や公共施設の多目的トイレにも用いられる。これには洋式便器のミニチュア版と細長い長円型があり、後者は前向き、後向きどちらにでも座って（またいで）使用できる。また、便器の蓋の代わりに幼児用の小さい便座を装備した「親子便座」を設けることも多い。
両国国技館や相撲部屋においては、力士の体重に耐えられる大型の洋式便器が設置されている。

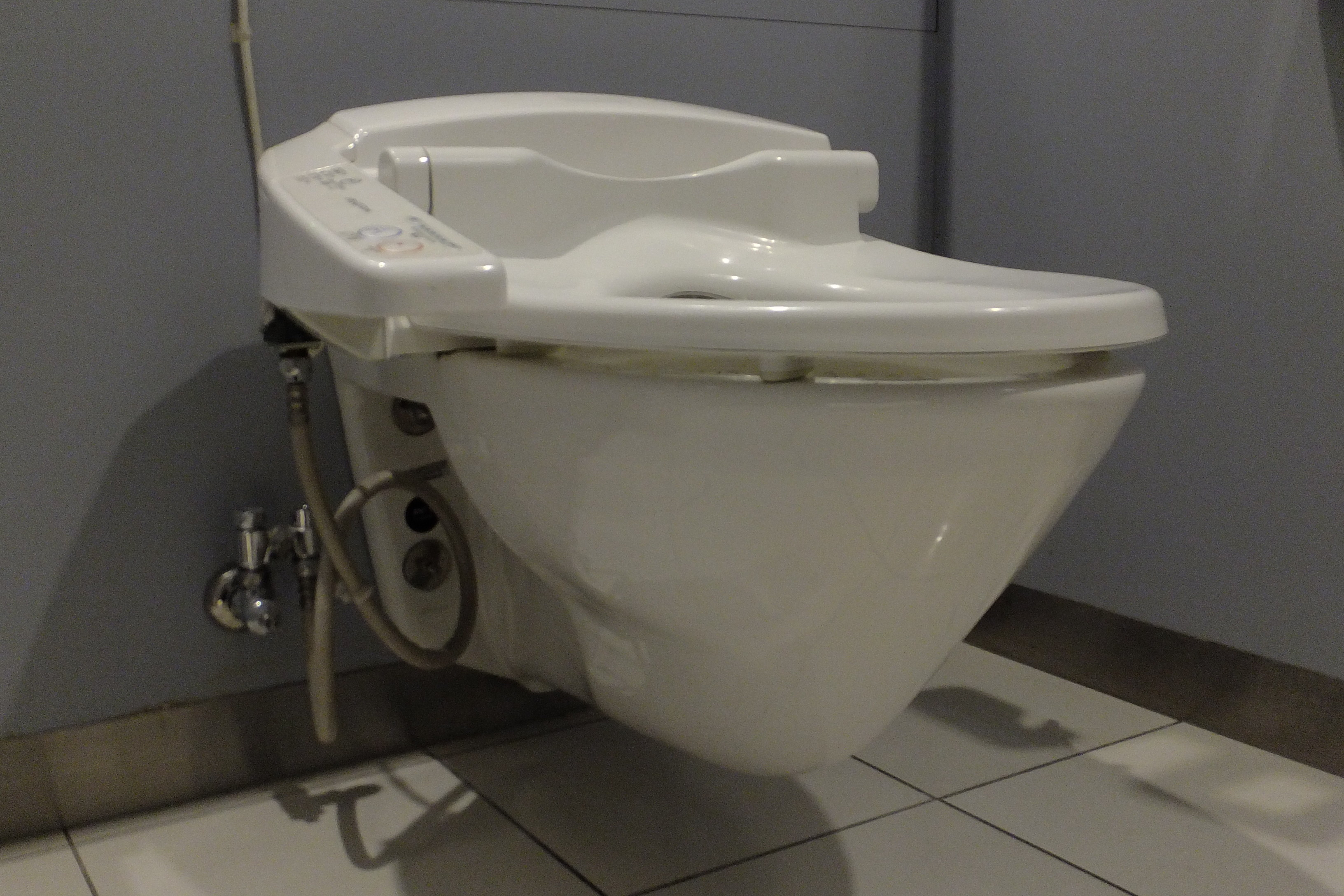
片持ち支持方式の洋式便器。
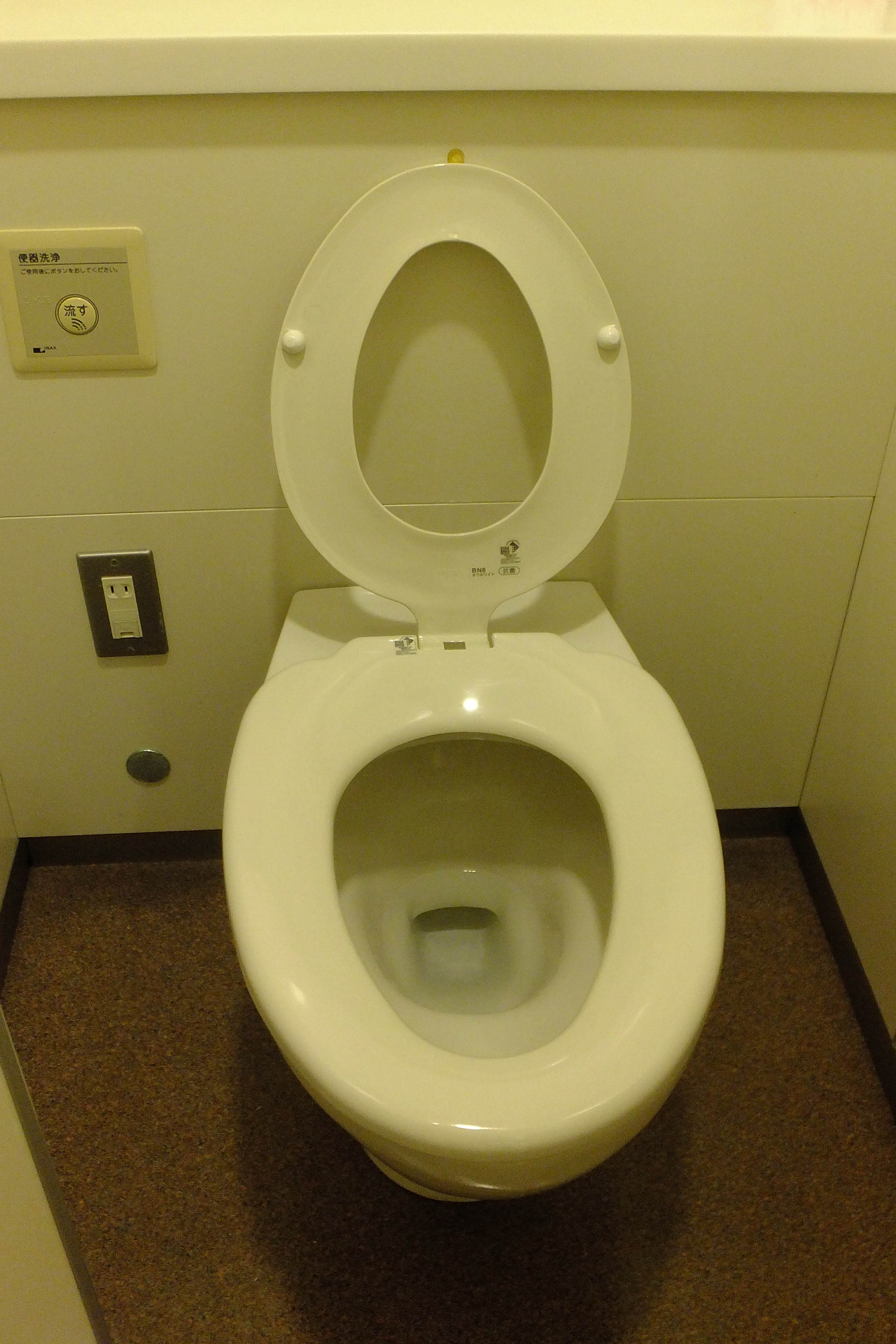
親子便座

### しゃがみこみ式
しゃがみこみ式便器（英語en:Squat toilet）は東南アジアから南アジア、西アジア、ヨーロッパにかけてそれぞれ伝統的な様式が存在する。

#### 各国のしゃがみこみ式
アラブ式
中東からアフリカにかけてのイスラーム文化圏に多く見られる様式。金隠しがなく、しゃがみこむ際に足を乗せる部分も一体になっている。
トルコ式
アラブ式から発展した形態で、日本では腰掛の「洋式」と区別するため（イスラーム圏の）トルコ式と呼称しているが、実際にはヨーロッパのキリスト教圏の国で見られる形態である。
いずれの形式も金隠しがない、ボウル面が狭い、しゃがみこんだ時の足幅が狭いなど、和式ほど洗練されていなかったこと、文化的に受け入れられなかったこと、日本型の水洗便所（紙など多少の異物を同時に流す）に適さなかったことなどから、日本国内において生産・販売された実績はない。

#### 和式大便器（和風大便器）
しゃがみこみ式のひとつで、日本特有の構造であることから通常は和式と称される。和便（わべん）または日本式とも言う（韓国など海外では「東洋式」と呼ばれる場合もある）。床に埋め込まれる形で施工される、跨り屈んで使用する大便器。ドアが便器の前後方向にある場合、ドアを背にする向きで設置される。材質は陶器製で、列車用などにはステンレス製、公衆便所などの一部にはFRP製もごく少数ある。便器前部に、金隠しと呼ばれる部分がある。
小便器を個室に置かない場合、和式便器を一段（20 - 30 cmほど）高くした床に設置し、便器後部を段違い部に張り出させて男子小用を兼ねる両用便器（段差式とも）と呼ばれる方式が存在し、平面床に設置される一般の和風便器とは区別されている。もともとは列車用に採用された様式で「列車便所」・「列車式便所」・「汽車便」（きしゃべん）と呼ばれ、小便器の設置空間が取り難い日本の住宅環境もあり、一般住居で広く採用された。
和式便器は、床に面一施工した場合、床洗いした清掃時の汚れた水を直接便器に流し込める清掃時の利点もある。
幼稚園、保育園向けにサイズを小さくした幼児用も存在する。
金隠しが凶器となるおそれがあるため、刑務所用に金隠しのないタイプもある。
便器に直結されているフラッシュバルブや給水管につかんでしゃがみこむとパイプを破損する恐れがあるため、列車便所のように便器の前に手すりを設ける場合もある。

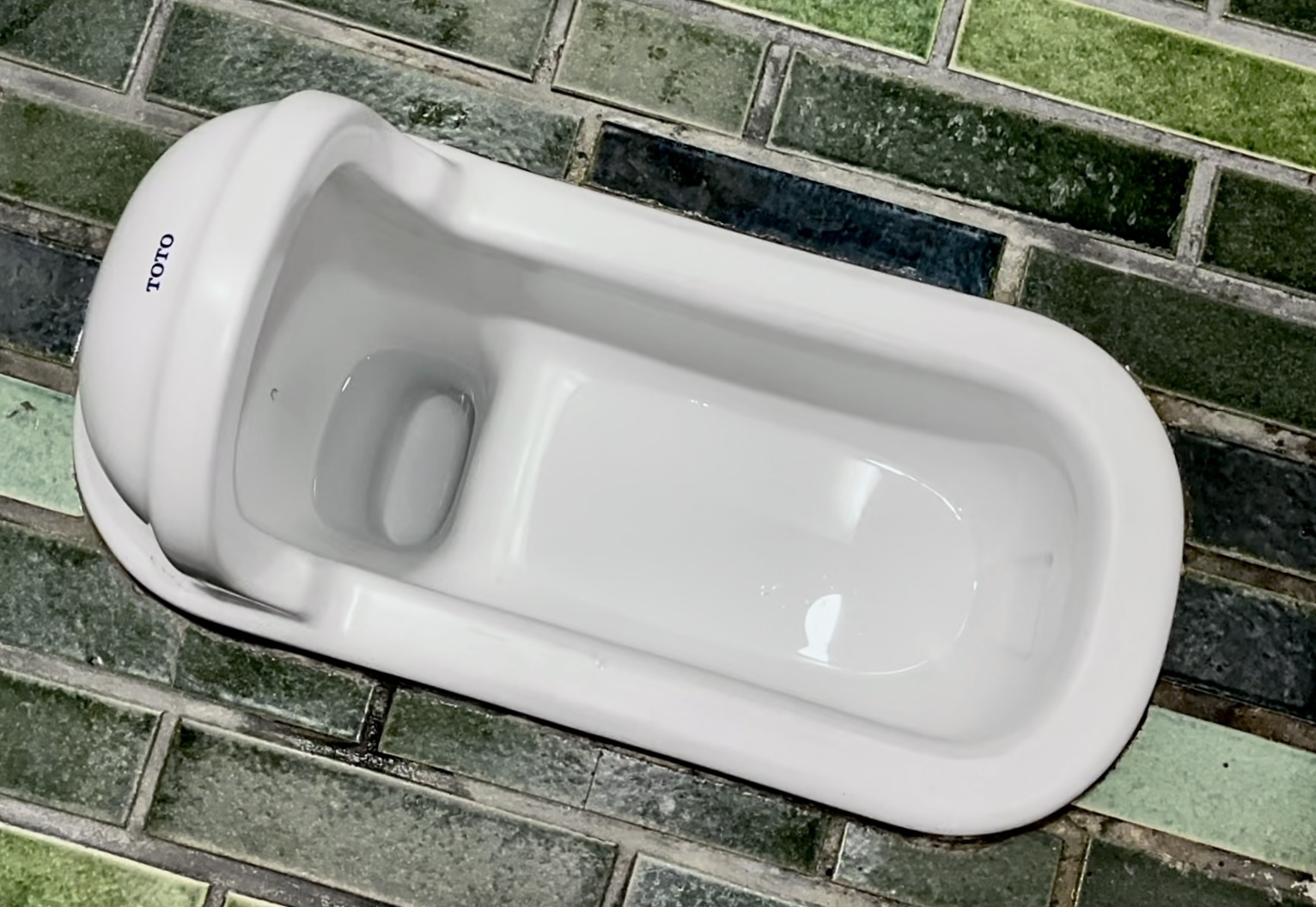
和式水洗便器
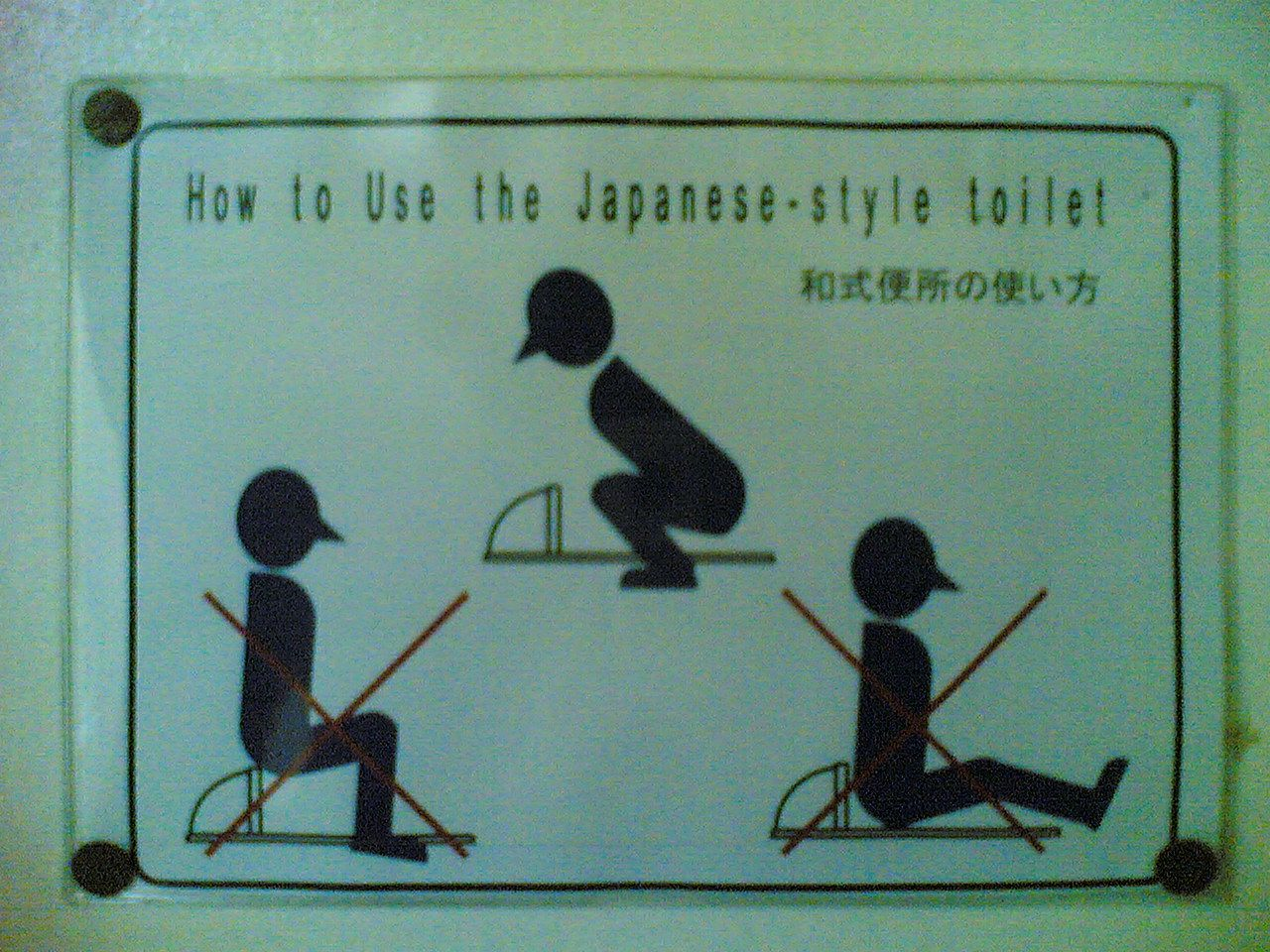
使用方法
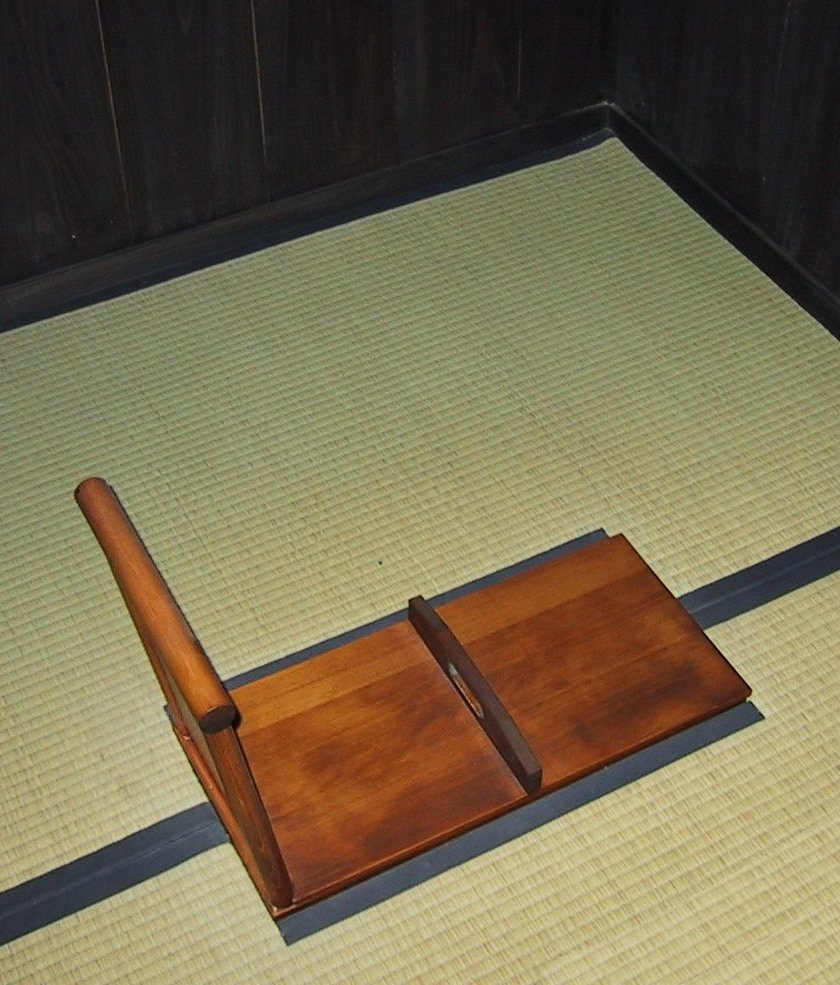
明治時代の和式大便器（禅寺）

#### 洋式への移行
水洗便器の場合、住宅やオフィスの新築・リフォーム用としては洋式便器にほぼ移行が進み、住宅での洋式化では、腰掛便器に改造工事ができるアタッチメントがあり、簡単に腰掛式にリフォームできるようになった。公共トイレにおいても高齢化対応・バリアフリーの観点から洋式便器の設置がほとんどとなり、洋式便器の出荷が年間99%なのに対して和式便器は1%を切っている。ただし、和式便器が残っている公共トイレはまだ多い。やはり不特定の人が利用する便座に直接座ることを好まない人もいるため、不特定多数の利用がある公共施設への和式設置を望む声もあり、全個室を洋式便器とはしない公共トイレもある。

### 洗浄方式
もっとも簡易な普及品なのが洗い出し式、洗い落とし式であるが、汚れが付着しやすい等の構造上の欠点も多く、便器として性能が高いのは快適性や洗浄力を高めるべく開発された、サイホン式、サイホンゼット式である。汚物を水没させて便器の汚れ付着や臭気発散を防ぐ封水（溜まり水）の大きさ、洗浄力や排出力の強さと、背反となる洗浄水量の節減とが特にオイルショックに始まる「省資源時代」の技術的課題である。

## 注意事項

### 芳香洗浄剤の使用
ブルーレット等の芳香洗浄剤には薬剤により防汚処理するタイプがあり、通常の陶器を使用していた時代には有効であった。近年では表面処理の発達により汚れが付着しにくいことや、薬剤の成分が把握できずタンク内の樹脂・ゴム製器具に劣化や着色の可能性があるとして、メーカー側では使用を推奨していない。

### タンクの節水
節水効果を上げるため、よくサイホン系でタンク内にペットボトルや煉瓦などを入れ、タンクに貯水できる水量を減らすことが行われているが、メーカーでは「これは誤りで、かえって故障の原因となる」として、行わないよう求めている。なお、タンクを用いるものでは、タンクと便器が一体となって設計されており、タンク満量の水量でどんな排泄物でもきれいに洗い流すことができるようにしている。九州朝日放送『ドォーモ』が、TOTO本社でトイレ開発の現場を取材した際にも、関係者が開発方法を示しながらこの点を指摘した。

## メーカー

### 製造メーカー
2025年時点)
- TOTO
- LIXIL（INAX）
- ジャニス工業
- ネポン
- ダイワ化成
- パナソニック

### かつて製造していたメーカー
- 北陸窯業
- 名古屋製陶所
- 日本陶業
- 陶榮